# Joseph Chéret
Gustave-Joseph Chéret fue un escultor y ceramista francés de estilo historicista, nacido el año 1838 en París y fallecido el 15 de junio de 1894 en la misma ciudad.

## Datos biográficos
Joseph Cheret era el hermano menor del pintor y litógrafo Jules Chéret (1836-1932). Fue alumno de Albert-Ernest Carrier-Belleuse, escultor y director artístico de la Manufacture Royale de porcelaine de Sèvres en Sèvres. Cheret creó para numerosos fabricantes diseños de porcelana y cerámica. Trabajó a finales del siglo XIX para el famoso fabricante de muebles Pallemberg de Colonia (Alemania) y para la Orfebrería Christofle en París (obras en estilo Luis XVI).·
En 1877 volvió a realizar diseños artísticos para la Cristallerie Baccarat (Meurthe y Mosela). Después de la muerte de Carrier-Belleuse y durante dos años , de 1886 a 1887, fue director artístico de la fábrica de porcelana de Sèvres. Henry van de Velde le criticó por dedicarse a realizar objetos de arte elitistas en vez de crear arte para la gente común. Cheret estaba casado con Henriette hija de su maestro Carrier-Belleuse, pintora de flores, su cuñado Louis-Robert Carrier-Belleuse también fue pintor y escultor.